# Tōin, Mie
Tōin (東員町 Tōin-chō) là thị trấn thuộc huyện Inabe, tỉnh Mie, Nhật Bản. Tính đến ngày 1 tháng 10 năm 2020, dân số ước tính thị trấn là 25.784 người và mật độ dân số là 1.100 người/km2. Tổng diện tích thị trấn là 22,68 km2.

## Địa lý

### Đô thị lân cận
- Mie
  - Kuwana
  - Yokkaichi
  - Inabe